# Флесберг
Флесберг (норв. Flesberg) — коммуна в губернии Бускеруд в Норвегии. Административный центр коммуны — деревня Лампеланд. Официальный язык коммуны — букмол. Население коммуны на 2007 год составляло 2521 человек. Площадь коммуны Флесберг — 561,92 км². Код-идентификатор — 0631.

## История населения коммуны
Население коммуны за последние 60 лет:

Статистика коммуны Флесберг